# L'Étalon italien
Pour plus de détails, voir Fiche technique et Distribution.
L'Étalon italien (The Party at Kitty and Stud's) est un film érotique américain écrit et réalisé par Morton Lewis, sorti en février 1970. Le film est notable pour avoir offert à Sylvester Stallone, alors quasiment inconnu, son premier rôle. À la suite du succès critique et public de Rocky, le long-métrage a été remonté et redistribué dans les salles américaines sous le titre The Italian Stallion.

## Synopsis
Le film suit la vie sexuelle de la jeune New Yorkaise Kitty et de son petit ami Stud. Dans leurs rapports sexuels, Stud montre une nature brutale et violente, mais Kitty tombe amoureuse de ces comportements qui lui donnent beaucoup de satisfaction au lit. Parfois, ils s'engagent également dans le sadomasochisme, avec Stud fouettant Kitty. Plus tard, Stud organise une fête, promue avec des cartes d'invitation, qui a lieu dans l'appartement qu'il partage avec Kitty. Plusieurs personnes acceptent la proposition et la fête se transforme en un événement de sexe en groupe au cours duquel Stud est disponible pour toutes les femmes présentes. Après que l'orgie se soit terminée sans rien faire, Kitty gifle Stud lui suggérant de se "réveiller", après quoi le garçon la poursuit et lui rend la gifle.

## Fiche technique
- Titre français : L'Étalon italien
- Titre original : The Party at Kitty and Stud's
- Titre alternatif anglais : The Italian Stallion
- Réalisation et scénario : Morton Lewis
- Photographie : Rolph Laube
- Décors : Martin Stewart
- Montage : Ron Kalish et Ralph Rosenblum
- Musique : Kay Leodel
- Production : Milton Lewis
- Production déléguée : Stanley Marxx
- Sociétés de production : Stallion Releasing Inc.
- Sociétés de distribution : Bryanston Distributing
- Format : couleur – 1,33:1 — son monophonique
- Budget : 5 000 $
- Pays d'origine :  États-Unis
- Langue originale : anglais
- Genre : Érotique[1], comédie dramatique
- Dates de sortie : 
  - États-Unis : 10 février 1970 (New York), 6 juillet 1976 (ressortie)
  - France : juin 1979 (sortie limitée en province[2]), sorti en VHS, puis en DVD le 15 mai 2004[3]
- Classification : 
  - États-Unis : classé X
  - France : interdit aux moins de 16 ans

## Distribution

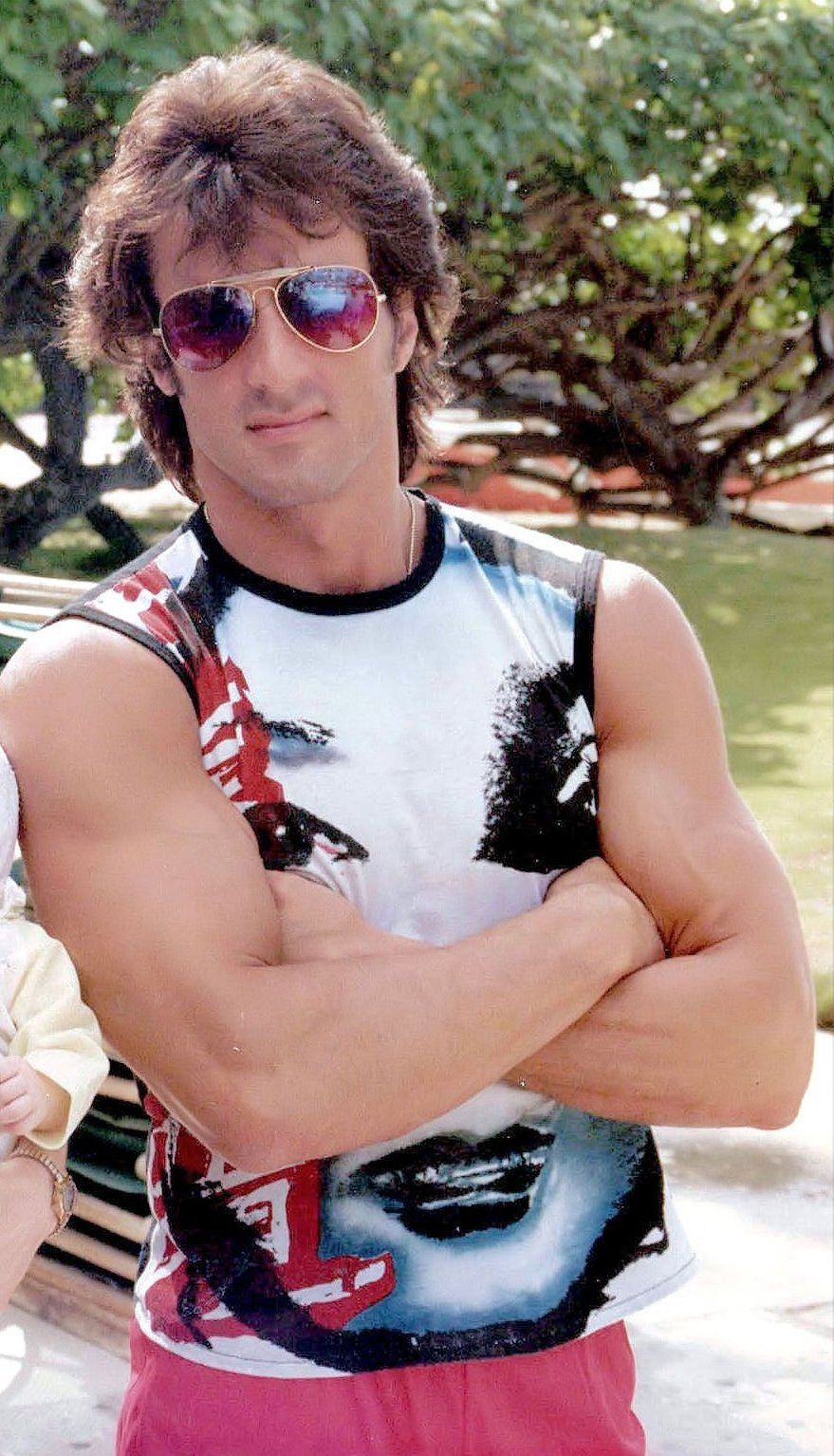
Sylvester Stallone, en 1983.

- Sylvester Stallone (VF : Laurent Hilling) :  Stud
- Henrietta Holm :  Kitty

## Production

### Développement et tournage
Le film a été tourné en trois jours du 8 au 11 février 1970 avec un budget de cinq mille dollars. Selon Sylvester Stallone, le film a été financé par un groupe d'avocats fortunés. Les producteurs lui demanderont plus tard 100 000 $ pour bloquer la distribution, ce qui risque de nuire à l'image de l'acteur, mais Stallone n'est pas intéressé. Dans certaines interviews, l'acteur a eu l'occasion de déclarer qu'il avait tourné le film par nécessité; à cette époque, il était en fait sans abri et dans un état d'extrême pauvreté contraint de dormir dans des gares routières : Il déclara : « Soit je faisais ce film, soit je volais quelqu'un parce que j'étais à la fin - vraiment à la fin - de mon endurance. Au lieu de faire quelque chose de désespéré, j'ai travaillé deux jours pour 200 $, me levant des gares routières ».
Dans une autre interview, Stallone a jugé le film horrible, commentant que selon les paramètres actuels de classification de la censure, le film aurait obtenu un "PG" (les mineurs admis au théâtre s'ils étaient accompagnés). Ceci est en net désaccord avec le contenu érotique et légèrement pornographique du film, montrant comment l'acteur ne l'a jamais vu ou ne s'en souvient pas correctement.

### Sortie
Dans un prologue inclus dans la version distribuée et dans la bande-annonce du film, la directrice pornographique Gail Palmer, derrière une caméra, s'adresse au public en présentant le film comme un "X-Rated" (interdit aux mineurs). La campagne de distribution a laissé entendre qu'il s'agissait à l'origine d'un véritable travail de pornographie explicite, plus tard remonté sans les scènes plus explicites de la version publiée. Cependant, la vérité de ces déclarations sur la nature pornographique du matériel original a été contestée par de nombreuses parties : en particulier par AVN qui, examinant les bobines originales, n'a trouvé aucune trace de scènes de sexe explicites. Malgré cela, au cours des années suivantes, l'histoire du "film porno de Stallone" s'est développée pour devenir une sorte de légende urbaine.
En 2007, une nouvelle version du film est apparue, complète avec les scènes pornographiques et qui a donc suggéré l'implication de Sylvester Stallone dans des pénétrations réelles. Cependant, selon AVN, les scènes porno insérées n'auraient pas vu la participation de Stallone.